# Григорій Токарик
| Церква:               | Українська Православна Церква Київського Патріархату |
| Клірик храму:         | ,,Покрови Пресвятої Богородиці” м. Загорська (з 6 вересня 1979 по 8 червня 1984 рр.); |
| Настоятель храмів:    | Преображення Господнього с. Чернів (з 15 грудня 1980 по 11 серпня 1986); |
|                       | Покрови Пресвятої Богородиці с. Чагрів (з 15 грудня 1980 по 11 серпня 1986); |
|                       | Св. Параскеви Сербської с. Козари (з 5 січня 1981 11 серпня 1986); |
|                       | Різдва св. Іоана Хрестителя с. Колоколин (з 17 березня 1981 11 серпня 1986); |
|                       | Преображення Господнього с. Новиця (з 11 серпня 1986 по 8 липня 2011 рр.); |
|                       | Св. Василія Великого с. Довга-Калуська (з 3 листопада 1988 по 16 березня 1989 рр.); |
|                       | Введення Пресвятої Богородиці с. Пійло (з 3 листопада 1988 по 16 березня 1989 рр.); |
|                       | Різдва Пресвятої Богородиці с. Добровляни (з 16 березня 1989 по 8 липня 2011 рр.). |
| Ім’я при народженні:  | Григорій Дмитрович Токарик |
| Народження:           | 25 червня 1948 року, с. Чорнолізці Тисменицького району Івано-Франківської області |
| Смерть:               | 8 липня 2011 року, с. Новиця Калуського району Івано-Франківської області |
| Батько:               | Дмитро Йосипович Токарик (1910-1989 рр.) |
| Мати:                 | Текля Іванівна Токарик (1923-2010 рр.) |
| Дружина:              | Катерина Петрівна Токарик (1954 р. н.) |
| Діти:                 | Василь (1975 р. н.), Марія (1976 р. н.), Дмитро (1981 р. н.), Петро (1982 р. н.), Галина (1985 р. н.). |
| Онуки:                | Христина (1996 р.н.), Михаїл (1996 р.н.), Дмитро (1998 р.н.), Наталія (2000 р.н.), Владислав (2002 р.н.), Матвій (2007 р.н.), Давид (2008 р.н.), Марія (2013 р.н.), Ілля (2014 р.н.), Катерина (2016 р.), Єлизавета (2018 р.). |
| Дияконська хіротонія: | 27 вересня 1978 р. |
| Священича хіротонія:  | 22 травня 1979 р. |

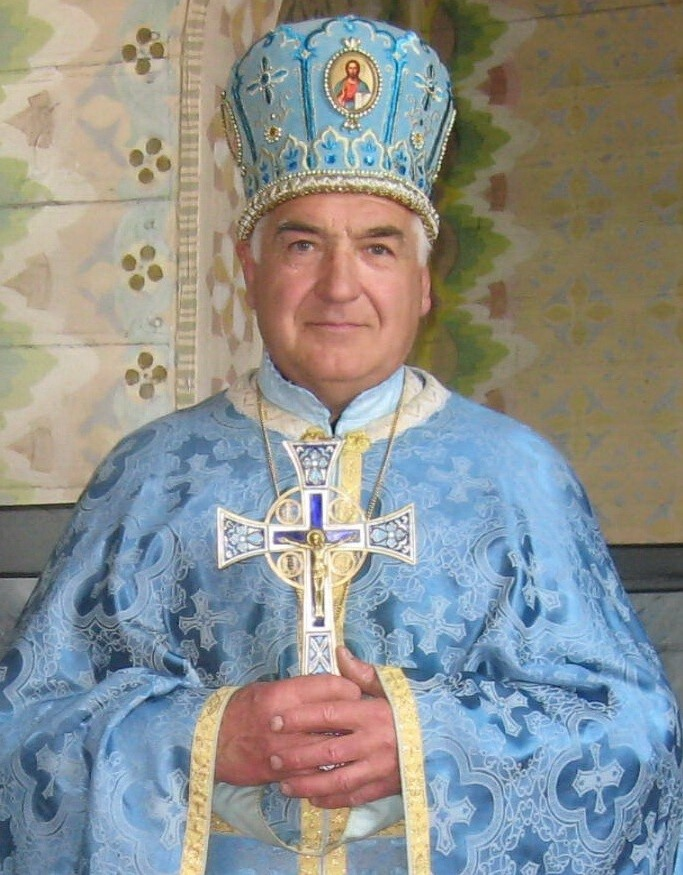
Протоієрей Григорій Токарик.
Благочинний Калуського деканату з вересня 2000 по липень 2011 рр.

Григόрій Токáрик (25 червня 1948 року, с. Чорнолізці Тисменицького району Івано-Франківської області — † 8 липня 2011 року, с. Новиця Калуського району Івано-Франківської області) — священик УПЦ КП, митрофорний протоієрей, з 2000 по 2011 рр. благочинний Калуського деканату Івано-Франківської єпархії [Архівовано 24 квітня 2015 у Wayback Machine.], поет (поезії були посмертно знайдені сім'єю). Виступав на захист православ'я в пострадянський період. Палкий прихильник автокефалії Української православної церкви.

## Біографія

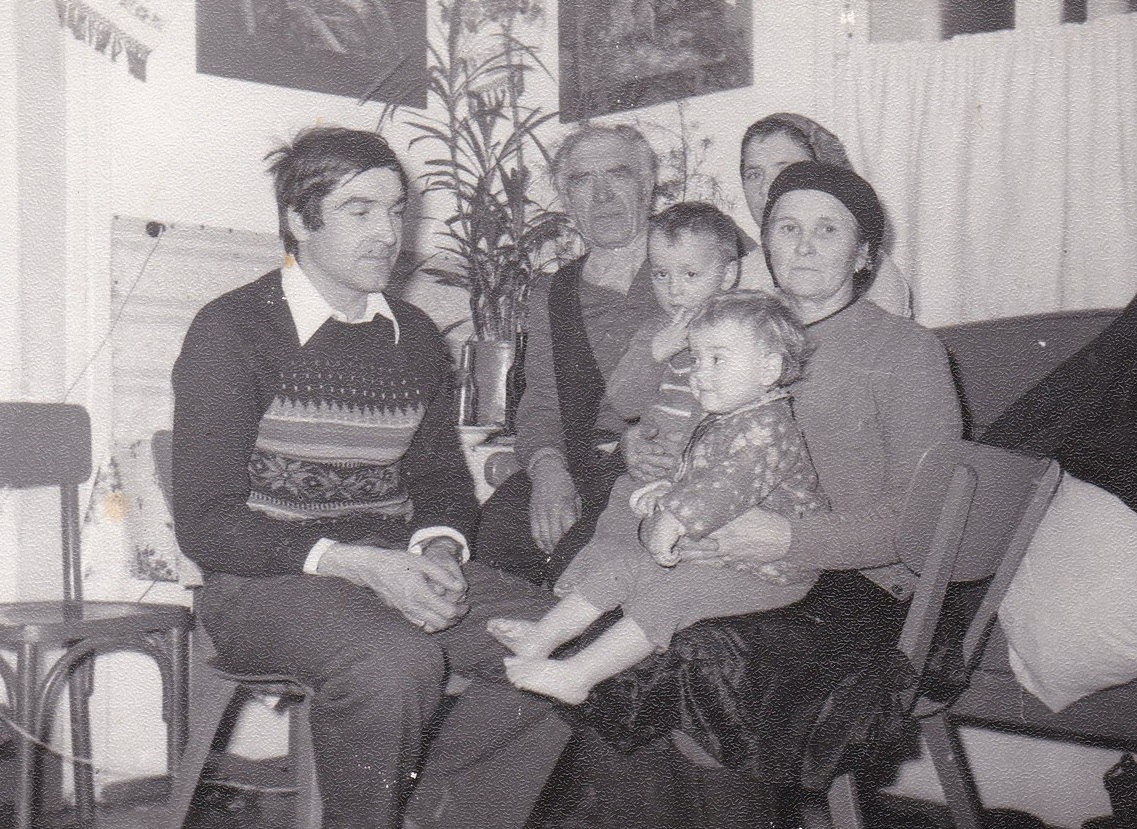
Григорій Токарик із сім’єю (1978 р.)

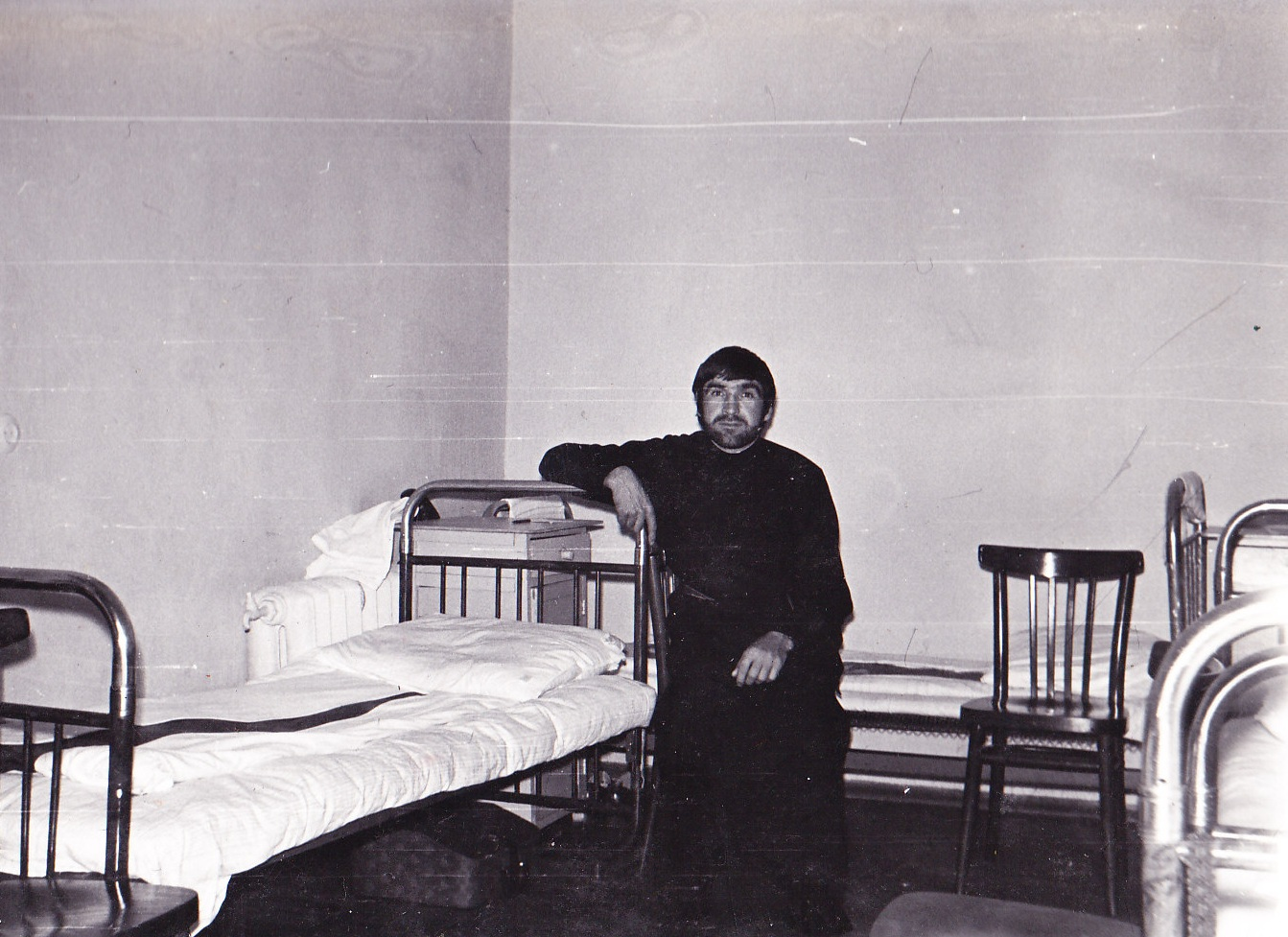
Григорій Токарик, 1977 р.

Митрофорний протоієрей Григорій Токарик народився 25 червня 1948 року в с. Чорнолізці Тисменицького району Івано-Франківської області, у багатодітній селянській сім'ї. Батько — Дмитро Йосипович Токарик (1910 р. н.), простий селянин, якому постійно приходилось братися до різного ремесла, щоб утримувати своїх чотирьох дітей. Мати — Текля Іванівна Токарик (1923 р. н.), богобоязлива смиренна жінка, що любила Божий храм і постійну молитву, без якої не залишалася ні на мить; благоговіла перед священиками, яких вважала богообраними для служіння Богові і людям. Сім'я, у якій завжди основними цінностями були побожність, працелюбність, милосердя і відданість Церкві Христовій, намагалася змалечку прищепити дітям любов до Бога та повагу до людей. З раннього дитинства Григорій, занурений у господарські турботи, бачачи побожність своїх батьків, які і з дому не виходили без молитви, незважаючи на безбожницькі часи, всмоктував у себе все найдобріше і святе. Наслідуючи ревність до Бога своїх батьків, намагався завжди відвідувати з братами і сестрою храм Божий, що став для нього кораблем радості та спокою. Багато праці лягло на його ще дитячі руки, але всі домашні роботи він виконував з особливою відповідальністю, смиренням і якнайсовісніше. У той час батькам приходилося багато працювати в сільському господарстві, показуючи цим самим свою жертовність і батьківську любов до дітей.
Григорій, завдяки старшому братові Йосифові, якого надзвичайно любив, поважав і був близьким йому по духу, навчився знаходити правильний вихід із будь-якої ситуації. Слушні поради авторитетного брата завжди допомагали молодшим братам Григорію та Іванові і сестрі Ганні у життєвих клопотах і труднощах. Однак, на превеликий жаль, життя розпорядилося по-іншому. Йосиф, ще зовсім молодим поїхавши на заробітки в Донецьк, пропав безвісти, після себе залишивши нестерпний біль і сум для всієї родини. Розуміючи, що така воля Божа, Григорій, з постійною молитвою та вірою в серці, бере на себе відповідальність по догляду за меншими братом і сестрою.
Навчався в Чорнолізькій школі, надзвичайно завзято і сумлінно засвоюючи шкільну програму, цінуючи Божий дар і розуміючи суть науки та її користь для життя. З особливою зацікавленістю вишукував різні книги як духовного, так і світського змісту, незважаючи на трудність їх придбання. Григорій добре усвідомлював, що найбільшим скарбом в житті людини є знання, які не можна ні продати, ні купити, а тільки здобути власними силами. Тому завжди просив у Господа мудрості, замість матеріальних достатків, які не вдосконалюють людину, а переважно гублять її, оскільки багатство тимчасове, а знання — вічне. З малих літ Григорій любив багато читати, з особливим пієтетом ставився до книг, шанував їх і колекціонував, зібравши з часом велику приватну бібліотеку. Він постійно казав: ,,Книга — надзвичайно цінний подарунок". Родичі завжди дивувалися його наполегливій праці як вдень, так і вночі, оскільки бачили його постійно за книгами, документами і, як виявилося значно пізніше, — написанням віршів, які розкрили його любов до Бога і ближніх, жертовність і терпіння.
Діти, закінчивши школу, фізично підрісши і духовно укріпившись, з Божої волі, пішли кожен своєю життєвою стежиною. Постійна молитва, віра в Бога, надія на спасіння та любов до ближніх стали для сім'ї життєвою ціллю, яку вони намагалися втілювати впродовж усього життя. Усвідомивши суєтність та гріховність цього світу, Григорій разом з братом Іваном поставили собі за мету вступити до Московської духовної семінарії і присвятити все своє життя служінню Богові.
Свої подальші плани брати строго приховували, оскільки тодішня влада вела антирелігійну боротьбу, запроваджуючи комуністичні стандарти суспільного життя. Переважну більшість храмів і монастирів було закрито, а окремі з церковним начинням надавали Церкві на правах безкоштовної оренди. Священики втрачали не тільки приходи, а й домівки і взагалі засоби для існування, на них покладали завищені податки як на нетрудові соціальні особи, інші були репресовані або розстріляні. Влада забороняла релігійну пропаганду, духовну освіту і благодійну діяльність Церкви. Усе це зводилося до двох основних принципів: по-перше, релігії немає місця у "світлому комуністичному майбутньому", по-друге, релігія і Церква — анахронізми минулого капіталістичного ладу. Проте духовність і віра в Бога допомагала Григорію та Іванові залишатися непохитними й стійкими у своїх переконаннях, незважаючи на жорстокі репресії.
У 1974 р. Григорій одружується з односельчанкою Катериною Петрівною Мельник, яка стала головною опорою і порадником в тяжких обставинах життя, а вже в 1975 р. з волі Божої народжується перший син, якого у святому хрещенні назвали Василем, на честь святителя Василія Великого; у 1976 р. народжується й дочка, якій дали ім'я Марія. Виховуючи двох малих дітей, Григорій намагався всіма силами забезпечити їх матеріально, а поряд із цим їздив на заробітки для реалізації подальших планів щодо духовної семінарії, ні на мить не забуваючи про свою сім'ю.
До кінця усвідомлюючи свій нелегкий вибір, а поряд із цим — загрозу для родини й односельчан від влади, Григорій та брат Іван, який щойно прийшов з армії, заради блага своїх близьких, добре розуміючи Господню настанову — "Немає більше від тієї любові, як хто душу свою покладе за друзів своїх" (Ін. 15, 13), перед вступними іспитами виписуються зі свого рідного села і довгий час, з вірою і надією на Боже милосердя таємно мешкають у лісі біля м. Загорська. Це змушувало братів робити все для того, щоб їх не спіймали і не вернули додому, адже тоді всіляко перешкоджали молодим хлопцям, які хотіли бути священиками (часто забирали у в'язницю і тримали до того часу, допоки не закінчаться вступні екзамени). Тому вони були змушені переховуватись для своєї ж безпечності і щоб ніхто не перешкодив задуманому. Душевний неспокій, сум за своїми рідними, постійна перевтома нагадували братам про тернистий шлях, на який вони свідомо, без жодного сумніву і докору, ступають зі своєї волі та з Божого благословення. "Були такі часи, — зі сльозами на очах розповідала їмость о. Григорія Катерина, — що Григорій та Іван для своєї безпечності в лісі прив'язували один одного мотузками до дерев, які страхували їх при засинанні від перевтоми".
Бачачи Господнє милосердя, відчуваючи вдячність за ті Господні дари, які Він посилає щоденно, усвідомлюючи потребу в Господі, спілкуванні з ним і служінню йому, свідомо ухваливши рішення у 1977 р. разом з братом Іваном Григорій вступає до Московської православної духовної семінарії. Побачивши добру підготовку хлопця до вступних іспитів і обізнаність у Священному Писанні, комісія семінарії постановила зарахувати Григорія відразу на другий курс.
Дякуючи ласці Божій, 1981 р. народжується син Дмитро, 1982 р. син Петро, а в 1985 р. — дочка Галина.
Час ішов нестримно, а життя приносило все нові випробовування. Проживаючи разом з маленькими дітьми в м. Загорську, Григорій і Катерина намагалися докладати всіх зусиль щодо виховання своїх дітей, учили любові до Бога так само, як навчали їх раніше батьки. У семінарії Григорій часто працював вечорами в просфорні, вивчав віроповчальні засади Православної церкви і водночас продовжував крокувати вузькою, тернистою стежиною до Бога.
7 квітня 1989 р. о. Григорій переніс ще й особисту драму — втрату рідного батька, який був для нього постійною підпорою, прикладом і добрим порадником. Добре розуміючи слова Святого Писання — "…у поті лиця твого будеш їсти хліб, доки не повернешся в землю, з якої ти взятий, бо порох ти і до пороху повернешся" (Бут. 3, 19), а також знаменитий вираз свт. Філарета (Дроздова) — "як від зараженого джерела тече заражений потік, так від родоначальника, зараженого гріхом і тому смертного, природно народжується заражене гріхом і тому смертне потомство", з болем на серці, проте з великим терпінням і надією намагався зносити усі послані Богом випробування.
У 2009 р. о. Григорій переносить втрату свого брата о. Іоана, а вже через рік — своєї рідної матері. Згадки про дитинство та юність, материнську лагідність та її піклування про нього, братську любов та відданість один одному, до останнього мучили його трепетну душу і зранене серце, однак постійні молитви за рідних допомагали йому в доланні нестерпного болю та смутку. Ніхто й не догадувався, що через рік усі ці страждання і біль доведеться відчути і нам.
Останні дні свого земного життя о. Григорій не переставав трудитися на Христовій ниві, а постійно в молитві та подвигах виконував свої обов'язки. Розуміючи, що смерть може прийти в будь-який час, завжди готувався до її приходу, адже постійно нагадував про це своїм рідним та знайомим. І хто знав, що 7 липня 2011 р. — останній пережитий ним день, остання зустріч зі своїми рідними та вірними парафіянами. Отець, відслуживши на свято Іоана Хрестителя Божественну літургію з радісним серцем та душевним спокоєм, виголосивши проповідь і подякувавши всім за спільну молитву, востаннє благословив своїх парафіян.
Він немов відчував швидкий прихід неминучої смерті, адже останні його вірші носили саме прощальний зміст:
|  | Моя вже свічка догорає, І скоро вже згорить до тла, А моє серце й поле бою — Це симбіоз добра і зла. |

Ранок 8 липня 2011 р., близько 7 год. Збираючись на лікування до районної лікарні, о. Григорій відчув сильну втому і слабкість у серці, яке вже довгі роки було хворе (діагноз — аневризма аорти), а за кілька хвилин, лігши на ліжко і перехрестившись, відійшов назавжди.
Звістка про смерть отця швидко облетіла всю місцевість. Шок та біль від почутого нестерпно мучили всіх, хто знав свого наставника, люди ще до кінця не усвідомлювали, що сталося.
Цього ж дня, о 19 год., під сумні звуки церковних дзвонів та мелодійний спів хору, на плечах священиків, при запалених свічках, тіло новопреставленого о. Григорія було перенесено до Преображенського храму для останнього прощання. Упродовж усієї ночі безперервно підносили молитви до Господа за спокій душі невтомного сіяча Божого Слова; священики почергово читали Святе Євангеліє, а наступного дня, вранці, була відслужена Божественна заупокійна літургія.
Невпинним потоком йшли люди, щоб віддати останню шану дорогому отцю. Як же буде не вистачати його всепроникаючої щирості, непідкупної чесності, всеохопної доброти, спокійної мудрості. Адже це була людина, у якій одночасно поєднувалися найкращі людські риси християнина, священика, чоловіка і товариша-собрата; людина, яка була чесна і справедлива, щира і відверта; людина, яка спішила направити багато людей на дорогу, спрямовану до вічності.
10 липня 2011 р. за участю Високопреосвященнійшого владики Іоасафа [Архівовано 30 квітня 2013 у Archive.is], митрополита Івано-Франківського і Галицького, численного духовенства, чотирьох хорів та надзвичайно великої кількості людей, які любили та поважали отця, з великим болем та смутком у душі ми назавжди попрощалися зі своїм пастирем.
Згідно із заповітом, поховали о. Григорія на місцевому цвинтарі с. Новиці, назвавши місце його спочинку — ,,Тиха пристань".
Як би ми не хотіли повернути час назад, у нас нічого б не вийшло, оскільки така воля Божа. Нам тепер залишається тільки підносити свої щирі молитви до Господа за спасіння його душі.
Отець Григорій провів свою паству крізь довгі роки, тому це звернення по ласці Божій нехай служить всім для спасіння душі, а його світлу душу нехай Господь упокоїть у місці, де перебувають праведники.

## Освіта і кар’єра
- З 1954 по 1964 рр. навчався в загальноосвітній школі с. Чорнолізці Тисменицького району Івано-Франківської області, де отримав хороші знання.
- З 1977 по 1981 рр. навчався у Московській духовній семінарії (МДС).
- 27 вересня 1978 р. був висвячений у сан диякона, а вже наступного року, 22 травня 1979 р., архієпископом Дмитровським Володимиром (Сабоданом), у Свято-Покровському  академічному храмі Троїце-Сергієвої Лаври висвячений у сан пресвітера.
- У вересні 2000 р., на зборах деканату, шляхом таємного голосування, був вибраний благочинним Калуського району УПЦ КП.

## Пастирське служіння

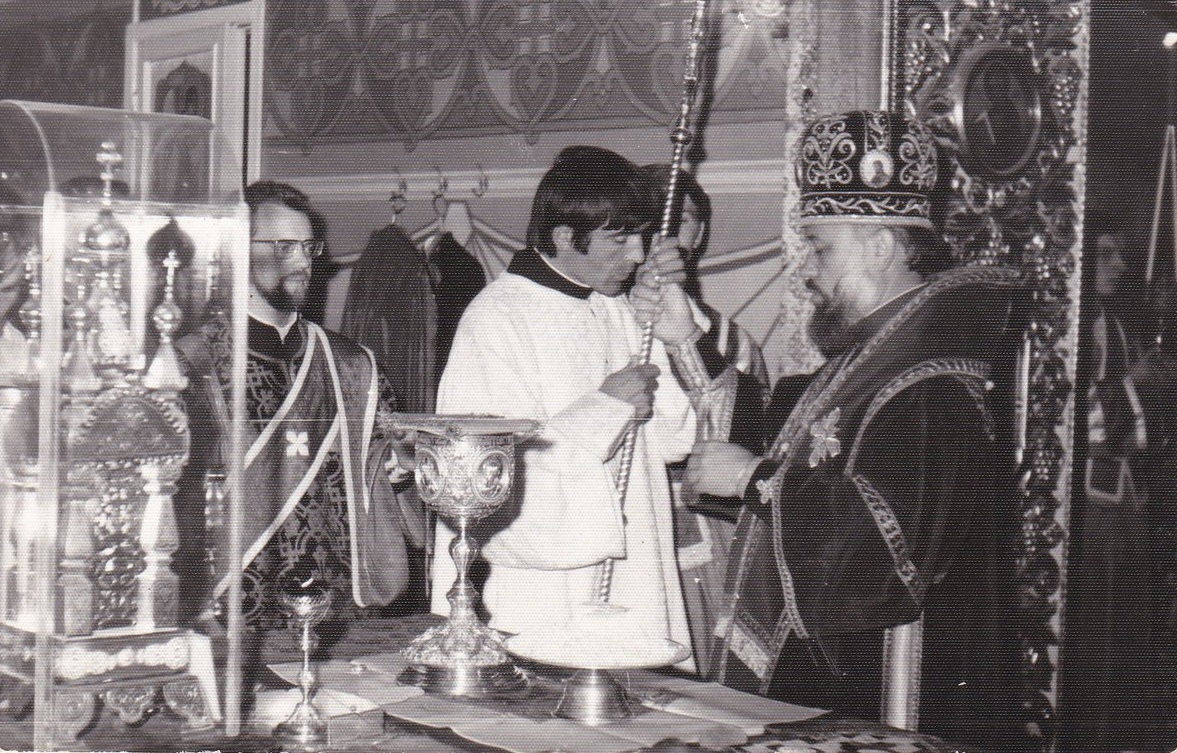
Хіротонія в сан диякона, 1978 р.

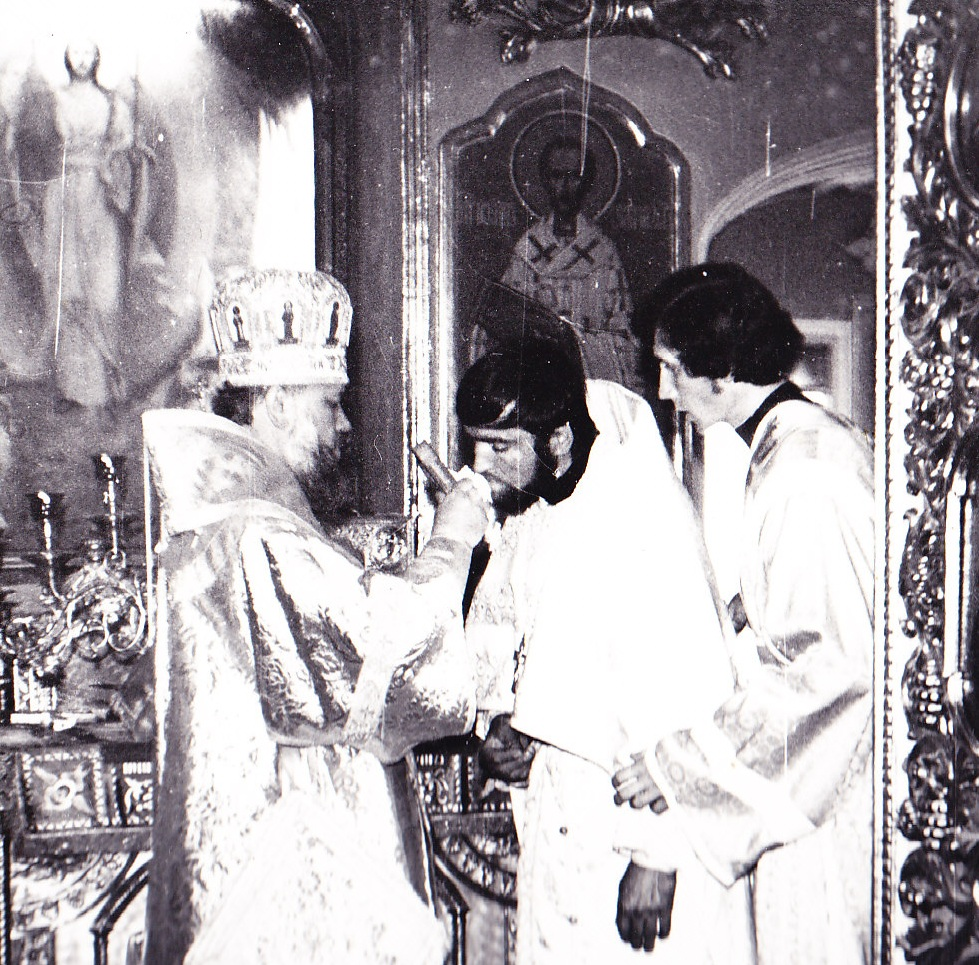
Хіротонія у пресвітери 1979 р.

27 вересня 1978 р., у 30-му віці, Григорій був висвячений у сан диякона, а вже наступного року, 22 травня 1979 р., архієпископом Дмитровським Володимиром (Сабоданом), у Свято-Покровському  академічному храмі Троїце-Сергієвої Лаври висвячений у сан пресвітера. Із 6 вересня 1979 р. по 8 червня 1984 р. – клірик храму ,,Покрови Пресвятої Богородиці” м. Загорська. Складні тодішні часи не дозволяли висвячувати велику кількість священнослужителів, поряд із цим не всі могли нести таку відповідальність, а тому молодий священик ніс послух і на кількох інших парафіях, а саме: з 15 грудня 1980 р. архієпископом Івано-Франківським і Коломийським Йосифом був призначений священнослужителем с. Чернів в храмі Преображення Господнього та с. Чагрів в храмі Св. Покрови; 5 січня 1981 р. додана ще одна парафія Св. Параскеви, що в с. Козари; 17 березня, цього ж року, правлячим архієреєм поставлений настоятелем ще й парафії с. Колоколин, храму Різдва св. Іоана Хрестителя Рогатинського району.
Із цього часу почалася його терниста дорога, постійні утиски, осміяння і погрози, ідеологічний і психологічний тиск тоталітарного режиму, нелегкі випробування, але о. Григорій достойно ніс тягарі своєї численної пастви. Від влади постійно надходили вказівки щодо ліміту часу звершення богослужінь у недільні і святкові дні. Вимагали, щоб богослужіння закінчувалися швидко, а люди йшли працювати на колгоспні ділянки. Однак о. Григорій, свято пам’ятаючи про Заповідь Господню ,,Пам’ятай день суботній (недільний), щоб святити його; шість днів працюй і виконуй [у них] усякі справи твої, а день сьомий – субота (неділя) Господу, Богу твоєму” (Вих. 20, 8-10), відправляв належно всі богослужіння, як того вимагали канони Церкви. Через велику кількість парафій, які обслуговував, богослужіння інколи затягувалося до післяобіднього часу, а якщо були треби, то й до пізнього вечора. О. Григорій віддавав усі фізичні сили і переносив психологічний тиск, але ніколи не відрікався від обов’язків перед Церквою Христовою, старанно продовжуючи служіння на Божій ниві, за що й терпів неодноразові погрози і часто отримував догани від райвиконкому.
Проводячи дні та ночі в труді і молитві, о. Григорій зростав духом, переходячи від сили в силу. Скритими для світу залишалися його таємні подвиги і боріння, які він частково відкрив нам у своїх віршах. Постом, чуванням смиряв свою плоть, приводячи найменший порух розуму і серця в ,,керівництво духом”. Присвятивши життя служінню Богу і ближнім, він здобув тверду віру і діяльну любов.
Незважаючи на велику сім’ю, маленькі діти, тяжкі часи, о. Григорій ніколи не нехтував своїми обов’язками, завжди чітко дотримувався правил Церкви. 11 серпня 1986 р. Указом Високопреосвященнійшого владики Макарія, архієпископа Івано-Франківського і Коломийського [Архівовано 5 березня 2016 у Wayback Machine.] його призначено настоятелем Свято-Преображенського храму с. Новиці, де чверть століття ніс пастирський подвиг, водночас обслуговуючи маленьке с. Зелений Яр, у якому з часом зробив вагомий внесок у розбудову храму Успіння Пресвятої Богородиці, настоятелем якого став і є по сьогодні о. Василій Мотика. Із 3 листопада 1988 р. о. Григорій обслуговував парафії сіл Довга-Калуська та Пійло, а з 16 березня 1989 р. призначений настоятелем Свято-Богоявленського храму с. Добровляни, у якому прослужив понад 22 роки.
У 2000 р., бачачи в о. Григорію високу духовність, мудрість та відповідальність перед своїми обов’язками, Преосвященнійшим владикою Іоасафом, єпископом Івано-Франківським і Галицьким [Архівовано 30 квітня 2013 у Archive.is], був призначений благочинним Калуського району і ніс цей нелегкий послух до кінця свого земного життя. При виконанні обов’язків благочинного неодноразово доводилося важко працювати як удень, так і вночі. Постійні виїзди до єпархії, відвідини парафій та стеження за порядком на них, зустрічі з духовенством та владою, участь у різноманітних заходах завжди слугували для нього послухом смиренності, який ніс впродовж цілого життя.

## Боротьба та відстоювання православ’я
Кінець 80-х – початок 90-х рр. ХХ ст. принесли для о. Григорія нові випробування, оскільки з настанням у країні перебудовних процесів, започаткованих М. Горбачовим, релігійні організації поступово отримували все більшу свободу. Почався процес лібералізації радянського суспільства, а основний акцент політики спрямовувався на органи влади, що призвело до поліпшення державно-церковних відносин. Варто зауважити, що для православної церкви важливим важелем у запуску толерантизаційних відносин із державою став Ювілейний Помісний Собор РПЦ у 1988 р. Після його проведення віруючі отримали право реєструвати в органах влади свої громади і відроджувати церковне життя. Пізніше таке право отримали й інші конфесії. Розпочався процес повернення храмів, які були закриті радянським режимом. Для архієреїв було знято всі обмеження щодо висвяти достойних кандидатів у священство. А 1991 р., після проголошення України незалежною державою, духовенство отримало право на державне пенсійне забезпечення. Владою були скасовані всі заборони щодо відвідування віруючими храмів усіх конфесій. Вільний доступ до храмів і молитовних будинків отримала й молодь. Такий хід подій призвів до вільного вибору конфесії та віровчення.
Проте, уже в скорому часі національний рух спровокував до релігійних чвар між конфесіями, які спричинили появу конфліктних ситуацій в країні. Такі чинники були дуже помітними й у селі Новиці, де точилася гостра боротьба між місцевими жителями за єдиний сільський храм, оскільки одні відстоювали православ’я, інші – католицизм, що призвело до поділу селян на дві конфесії.
Розуміючи загостреність ситуації на парафії, о. Григорій постійно закликав до духовної боротьби душі з ворогом, який сіє в наших душах схильність до гріха, нечисті помисли і нехристиянські вчинки. У роки служіння на пастирській ниві проти отця не один раз відкривали кримінальні справи за те, що він був борцем за Православну церкву, не відрікся від православної віри та не перейшов в унію, хоч проти нього застосовували різні санкції. Були навіть спроби підпалу церковної резиденції, у якій він проживав з дружиною та дітьми; писали анонімні листи, у яких погрожували сім’ї, однак Господь постійно оберігав його на цій тернистій дорозі у боротьбі за святу Православну Церкву Христову. У тяжкий час жорстокого і зневажливого ставлення до нього о. Григорій завжди вчив парафіян бути мирними, милосердними, смиренними та побожними людьми, оскільки знав, що ,,де ворог роду людського не встигає сам, за допомогою помислів і навіювань, – говорять святі отці, – туди посилає злих людей”.
Справді, на початку 90-х р. ХХ ст. серця жителів села Новиця були сповнені постійною насторогою і страхом, постійні нарікання, ненависть, осудження, користолюбність, зневажливість, лицемірство тощо. Перед о. Григорієм постали нові завдання, які полягали у збереженні миру та любові, укріпленні віри та спокою селян. Він добре розумів складність ситуації, а її подолання бачив тільки в Богові. Постійне піднесення гарячих молитов до Творця, терпеливе знесення нарікань, прощення та любов до ворогів стали для нього щоденним правилом.
Крок за кроком, день за днем, рік за роком, у постійних трудах і молитвах продовжувалися життєві будні о. Григорія. Після кількох років, коли бурхливі хвилі протистоянь трохи вщухли, церковне життя православної конфесії села Новиці почало відроджуватися. Процвітання набула Недільна школа, які о. Григорій заснував 1986 р. при церкві, де діти навчалися Закону Божому, готували різні постановки до великих свят та визначних подій на парафії. О. Григорій, навчаючи дітей словом істини, добре розумів велику відповідальність, адже в тогочасному суспільстві, коли Українська держава почала набувати самостійності, по-особливому потрібно було підходити до вивчення азів православ’я. Результати праці були очевидними. Діти ставали щиро віруючими людьми, ввічливими та гідними громадянами своєї держави і вірними парафіянами церкви.

## Благодійна та духовно-просвітницька діяльність
Із благословення о. Григорія щорічно почали організовувати збори коштів і продуктів для Манявського [Архівовано 11 червня 2015 у Wayback Machine.] та Угорницького монастирів, а також для будинків перестарілих, самотніх людей Калуша та району, багатодітних сімей та шкіл-інтернатів. Бачачи його щирість, багато хто з місцевих жителів звертався до отця про допомогу як духовну, так і матеріальну. Не можна оминути увагою й того факту, що о. Григорій, пам’ятаючи про сім діл тілесного милосердя: голодного нагодувати, спраглого напоїти, нагого одягнути, подорожнього прийняти і нагодувати, недужого відвідати, ув’язненого у тюрмі відвідати, померлого поховати – по можливості, завжди допомагав тим, які просять, особисто пригощав їжею, давав одяг, приймав на ніч подорожніх, проводив повчальні бесіди з ув’язненими.
Відчуваючи прагнення людських душ до Бога, о. Григорій почав організовувати паломницькі поїздки до українських монастирів: Хресто-Воздвиженського Манявського монастиря, Свято-Успенської Почаївської лаври [Архівовано 14 квітня 2015 у Wayback Machine.], Джерела Святої Праведної Анни [Архівовано 5 серпня 2015 у Wayback Machine.] та ін. Відродив місцеві традиції та уставні богослужіння: освячення поля, зілля та плодів, звершення акафістів, молебнів (маївок), хресних ходів, заупокійних відправ на місцевому цвинтарі під час Великодніх свят тощо.
У 2002 р. у Центральній районній лікарні, що в Підгірках [Архівовано 3 травня 2015 у Wayback Machine.], о. Григорій спробував організувати молитовну кімнату. З часом Калуським територіальним медичним об’єднанням було виділено приміщення для обладнання не величкого храму. Узгодивши з керівництвом лікарні, закупили матеріали для ремонту приміщення. Уже 2 квітня 2004 р. отець звернувся з проханням до головного архітектора фірми ,,Лукор” про допомогу в столярних роботах, а саме: виготовленні  престолу, тетрапода, жертовника, трьох аналоїв. Відповідь була позитивною. Однак, на превеликий жаль, коли ця блага справа набула прогресивного розмаху, тодішня влада, підтримуючи ідею греко-католицизму, строго заборонила продовжувати ремонтні роботи в наданому приміщенні і цим самим показала своє справжнє ,,толерантне” ставлення і ,,братерську” любов до православних.
Зі збільшенням у світі абортів, які стали катастрофою для сучасного суспільства, о. Григорій намагався всіма силами боротися проти такого страшного гріха. Неодноразово з великим болем у серці писав листи-звернення до різних медичних організацій та владних структур, у яких закликав якнайшвидше заборонити це тяжке беззаконня – дітовбивство, наводив багато аргументів, переконував, благав словами Святого Писання і св. Отців не ставати вбивцями ненароджених дітей. До таких кардинальних рішень отця сколихнула одна публікація, на яку випадково натрапив у звичайній газеті і яка дуже його шокувала. У ній була розміщена реклама одного із журналістських центрів, який виразно рекламував послуги аборту, вкрай недопустимого для християн. Вільно і обширно розповідаючи про можливість позбутись назріваючих проблем (дитини), за незначні витрати, за допомогою якісної техніки і високого професіоналізму. Прочитавши це оголошення, о. Григорій був глибоко засмучений, оскільки все це стали робити так відкрито, навіть не соромлячись людей, а головне – не боячись Бога. Його зранене серце за необдумані вчинки людей, які наважилися на цей ганебний крок, нестерпно боліло, а спокій і розраду завжди знаходив у Богові, постійно виливаючи свої гарячі молитви до Творця.
Варто зазначити, що о. Григорій вів надзвичайно активну діяльність як організатор церковного життя своєї парафії, так і всього деканату; борець проти різноманітних церковних розколів, ревно відстоював справедливість і правду Божу посеред пастви та іновірців. Як духовний наставник, допомагав людям віднайти сенс християнського життя в нових реаліях, базуючись на власному духовному досвіді та вченнях св. Отців. За 33 роки священичого життя о. Григорій жодного разу не був у відпустці, вірно і трепетно служив Господу Богу. Закликав завжди подавати милостиню, говорячи: ,,Даючого рука не збідніє”. Ночами молився і писав спомини про прожите життя та вірші, про які ніхто не знав, навіть рідні, оскільки збірку віршів було знайдено тільки після його смерті.

## Творчість
Поетичні вірші та спогади були знайдені після раптової смерті дружиною Катериною та дітьми. Незбагненна сила поетичного слова отця Григорія. Ніжне і гнівно-обурливе, духовне і розчулене, воно обережно торкається найпотаємніших струн у наших серцях, викликаючи мелодії піднесеної радості і водночас смутку, божественної любові і надії, розчарувань у людях та віри в краще майбутнє. Знаємо, що в кожного з поетів свій неповторний голос, своє особливе бачення світу. Проте, читаючи вірші отця Григорія, добре бачимо в них багатовимірність та різнобарвність навколишнього світу, глибше усвідомлюємо неповторність кожної миті скороминучого життя.
У його дивовижному за красою і силою поетичного голосі, гармонійно поєдналися висока моральність, зворушливість і твердість духу справжнього борця за віру Христову, філософська заглибленість у сучасні проблеми буття і трибуна емоційного переживання поклику душі. Отець Григорій осмислює сучасні проблеми, пов’язані з духовним занепадом суспільства, і вказує на конкретних винуватців моральної і духовної деградації людей.
Його творчість, як і він сам, відкрита і духовно ранима. Мимоволі дивуєшся, що людина, яка здобула великий авторитет серед духовенства і мирян за безперервні труди на Христовій ниві, а поряд з цим написала цілу збірку віршів, зовсім не прагнула до визнання і похвали. Він переосмислює слова в собі і себе в кожнім слові. У кожному вірші відкривається все наболіле та пережите ним. Упродовж свого земного життя отець Григорій ніколи не показував свою біль і страждання перед паствою, а свято переносив усі випробування і зберігав у своєму серці все це аж до останнього подиху. Апостол Павло у посланні до коринфян пише: ,,Бо хто з людей знає, що є в людині, крім духа людського, який живе в ній? Так і Божого ніхто не знає, крім Духа Божого” (1 Кор. 2, 11). І справді, тільки змістовне наповнення віршів показало його сокровенну, зранену душу і відкрило всі його справжні риси характеру: постійний плач за гріхи, нічні молитви, страх перед Богом, любов до своєї пастви і неминучу, для всіх, відповідь на Страшному суді.

## Поезії
- ,,Оце важливо”
- ,,Робити хочу добре – роблю зло”.
- ,,Спинись людино, переглянь”
- ,,Блаженні”
- ,,О, Отче наш, що Ти єси на небі”
- ,,Коли погляну в голубінь небес”

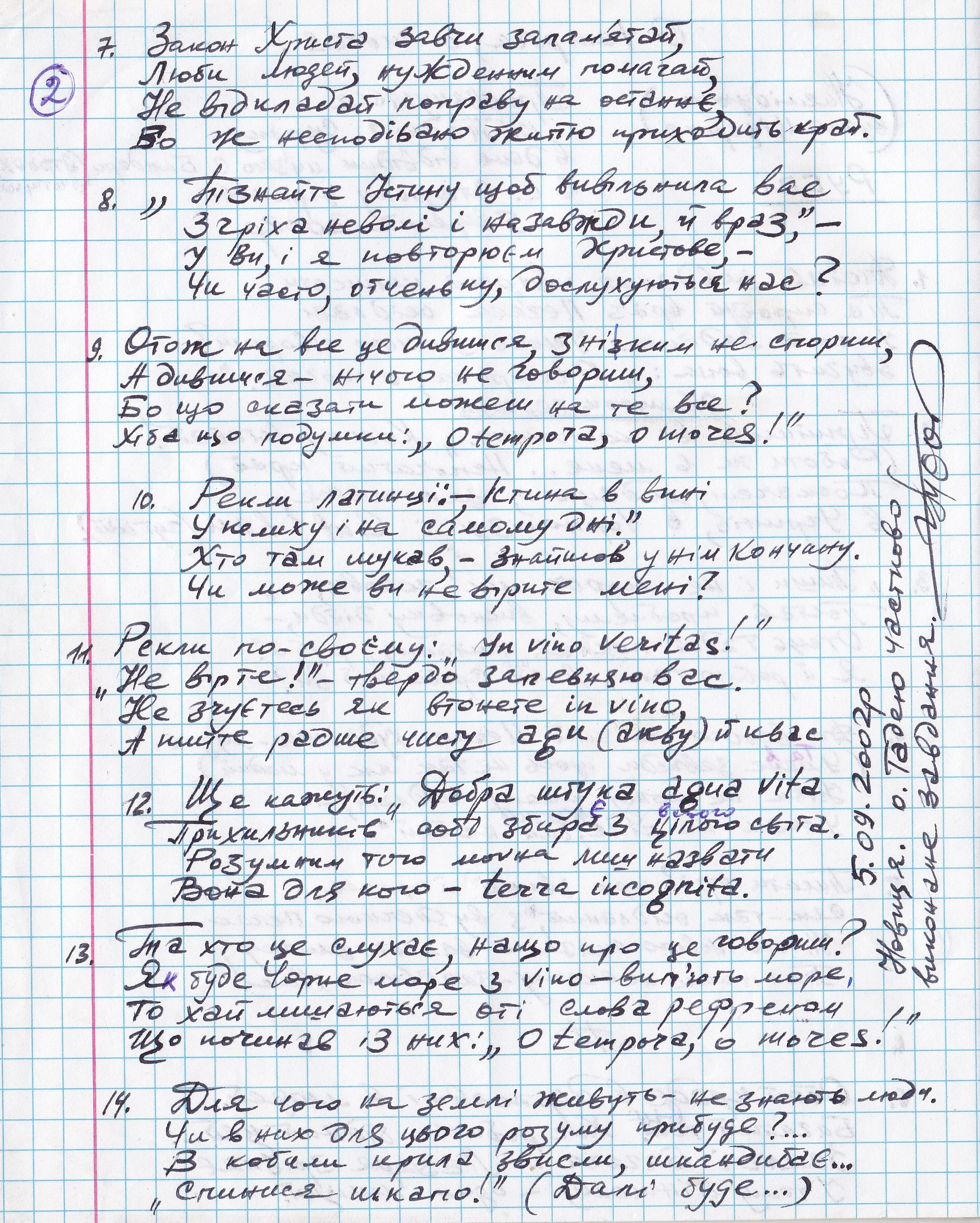
Уривок із поезії отця Токарика

- ,,До розкошів й багатства не тягнись”
- ,,Не зазнавайся в юності, юначе”
- ,,Ми творим гріх на кожнім кроці”
- ,,Помер бідняк – не нарікав”
- ,,Мовчання – золото”
- ,,Ти пристановище в скорботі”
- ,,Без Бога нація – юрба”
- ,,Собраттям”
- ,,До розкошів й багатства не тягнись”
- ,,Ми щастя на землі шукаєм”
- ,,Коли прийде година”
- ,,В скорботі в нас такі бувають миті”
- ,,Віра”
- ,,Душе, прокинься, годі спати”
- ,,Я під покровом віри й благодаті”
- ,,Сумний і темний є той дім”
- ,,Сходження”
- ,,Ті дні мої, як вихор, пролетіли”
- ,,Совість”
- ,,Неритмічний серця стук”
- ,,Не стіни давлять, а гріхи”
- ,,Я в марноті провів своє життя”
- ,,Моя душа розраду має”
- ,,Мене хвилює в більшій мірі”
- ,,Помаранчевим, регіоналам та всім олігархам”
- ,,Все думаю, яка життя мета”
- ,,Китайська приказка згадалася мені”
- ,,Було те все в далекі давні дні”
- ,,Спогади про школу”
- ,,Омар оспівував вино”
- ,,Роздуми щодо телебачення”
- ,,Звернення до всіх конфесій українського православ’я”
- ,,Роздуми про дитинство”
- ,,Державні діти”
- ,,Випадок під час богослужіння”
- ,,Різдво”

## Відзнаки
- З 1978 по 1995 рр. удостоєний церковних нагород: право носіння набедреника, камилавки, наперсного хреста, палиці.
- До свята Пасхи 1995 року піднесений до сану протоієрея.
- 1999 року нагороджений хрестом з прикрасами.
- 2000 року Преосвященнійшим Іоасафом [Архівовано 30 квітня 2013 у Archive.is], єпископом Івано-Франківським і Галицьким нагороджений митрою.
- Удостоєний державних нагород: почесний знак на честь 2000-ліття Різдва Христового голови Івано-Франківської області обласної державної адміністрації та голови Івано-Франківської обласної ради.

## Вшанування
- Презентація книги [Архівовано 26 березня 2015 у Wayback Machine.] – ,,Невтомний сіяч Божого слова” на спомин про о. Григорія Токарика. Автори-укладачі: Г. Іванюк (Токарик), К. Токарик, диякон І. Луцан [Архівовано 28 жовтня 2020 у Wayback Machine.] (2014, села Добровляни, Новиця Калуського району Івано-Франківської області);
- Вечір пам’яті [Архівовано 5 березня 2016 у Wayback Machine.] митрофорного протоієрея Григорія Токарита (2014, село Новиця Калуського району Івано-Франківської області);
- Пам’ятник у селі Новиця Калуського району Івано-Франківської області, біля православного Свято-Преображенського храму (2012, автор проекту – церковний комітет).